# Patrick Playfair
Patrick Henry Lyon Playfair (22 de noviembre de 1889 - 23 de noviembre de 1974) fue comandante durante la existencia del Cuerpo Aéreo Real británico durante la Primera Guerra Mundial y un alto comandante de la Royal Air Force hasta su retiro durante la Segunda Guerra Mundial.
Fue el único comandante del Advanced Air Striking Force de la Fuerza Expedicionaria Británica en Francia durante el principio de la Segunda Guerra Mundial.